# Silene longipetala
Silene longipetala är en nejlikväxtart som beskrevs av Étienne Pierre Ventenat. 
Silene longipetala ingår i släktet glimmar, och familjen nejlikväxter. Inga underarter finns listade i Catalogue of Life.